# Urraúl Bajo
Urraúl Bajo —más comúnmente Valle de Urraúl Bajo— (Urraulbeiti en euskera batua y Urraulpe en la variedad local) es un municipio español de la Comunidad Foral de Navarra, situado en la Merindad de Sangüesa, en la Comarca de Lumbier y a 36 km de la capital de la comunidad, Pamplona. Su población en el 2024 fue de 323 habitantes (INE). 
El municipio se compone de los siguientes concejos: Artieda, Rípodas, San Vicente y Tabar; y de los siguientes lugares habitados: Aldunate, Nardués Aldunate, Nardués Andurra, Grez y Sansoáin. El término municipal también engloba el despoblado de Apardués.
Inicialmente adscrita a la zona no vascófona por la Ley Foral 18/1986, en junio de 2017 el Parlamento navarro aprobó el paso de Urraúl Bajo a la Zona mixta de Navarra.
El ayuntamiento tiene su sede en Artieda, la población mayor. Su gentilicio en euskera es urraulbeitiarra, tanto en masculino como en femenino.

## Demografía
Urraúl Bajo cuenta con una población de 323 habitantes (INE 2024).
| Gráfica de evolución demográfica de Urraul Bajo entre 1842 y 2021                                                   |
| |
| Población de derecho según los censos de población del INE Población de hecho según los censos de población del INE |

### Núcleos de población
El municipio se divide en los siguientes núcleos de población, según el nomenclátor de población publicado por el INE (Instituto Nacional de Estadística). Los datos de población se refieren a 2014.
| Entidad de Población | Población (2014) |
| -------------------- | ---------------- |
| Aldunate             | 15               |
| Artieda              | 111              |
| Grez                 | 11               |
| Nardués Aldunate     | 4                |
| Nardués Andurra      | 16               |
| Rípodas              | 18               |
| San Vicente          | 29               |
| Sansoáin             | 19               |
| Tabar                | 67               |